# تام ادایر
تام ادایر (انگلیسی: Tom Adair؛ ۱۵ ژوئن ۱۹۱۳ – ۲۴ مهٔ ۱۹۸۸) یک موسیقی‌دان اهل ایالات متحده آمریکا بود.